# Mahnigsee-Dahmetal
Das Naturschutzgebiet Mahnigsee-Dahmetal liegt auf dem Gebiet der Gemeinde Halbe und der Stadt Märkisch Buchholz im Landkreis Dahme-Spreewald in Brandenburg.
Das Gebiet mit der Kenn-Nummer 1246 wurde mit Verordnung vom 6. Januar 1998 unter Naturschutz gestellt. Das rund 330 ha große Naturschutzgebiet erstreckt sich südwestlich der Kernstadt Märkisch Buchholz entlang der  Dahme, eines Nebenflusses der Spree. Durch das Gebiet hindurch verläuft die Landesstraße L 74. Nordöstlich verläuft die B 179, östlich erstreckt sich der Oderiner See.